# Thelo Aasgaard
Thelonious Gerard Aasgaard (Liverpool, 2 maggio 2002) è un calciatore norvegese con cittadinanza britannica, centrocampista dei Rangers.

## Biografia
Nato in Inghilterra, ha origini norvegesi dal ramo paterno e francesi da quello materno.

## Carriera

### Club
È cresciuto nel settore giovanile del Liverpool, dove ha militato del 2010 al 2016 prima di passare al Wigan. Ha fatto il suo esordio a livello professionistico il 20 ottobre 2020 nell'incontro di Football League One perso 1-0 contro il Peterborough Utd ed ha segnato il suo primo gol il 21 novembre seguente nella partita pesa 2-1 contro l'Oxford Utd.
Il 28 gennaio 2025, dopo 5 stagioni in cui ha giocato 163 incontri e realizzato 30 reti, ha lasciato i Latics ed ha firmato un contratto con il Luton Town, club della seconda divisione inglese.
Dopo aver collezionato 17 partite condite da 2 gol con gli hatters, il 6 luglio 2025 passa ai Rangers, firmando un contratto valido fino al 2029.

### Nazionale
Ha giocato con le nazionali giovanili norvegesi Under-16, Under-20 ed Under-21.
Convocato per la prima volta dalla nazionale maggiore l'11 marzo 2025, undici giorni dopo ha esordito da titolare realizzando la prima rete nella sfida, valevole per le qualificazioni ai Mondiali 2026, vinta per 0-5 in casa della Moldavia.

## Statistiche

### Presenze e reti nei club
Statistiche aggiornate al 16 agosto 2025.
| Stagione        | Squadra         | Campionato      | Campionato | Campionato | Coppe nazionali | Coppe nazionali | Coppe nazionali | Coppe continentali | Coppe continentali | Coppe continentali | Altre coppe | Altre coppe | Altre coppe | Totale | Totale | Totale |
| Stagione        | Squadra         | Comp            | Pres       | Reti       | Comp            | Pres            | Reti            | Comp               | Pres               | Reti               | Comp        | Pres        | Reti        | Pres   | Reti   |        |
| --------------- | --------------- | --------------- | ---------- | ---------- | --------------- | --------------- | --------------- | ------------------ | ------------------ | ------------------ | ----------- | ----------- | ----------- | ------ | ------ | ------ |
| 2020-2021       | Wigan           | FL1             | 33         | 3          | FACup+CdL       | 1+0             | 0               | -                  | -                  | -                  | FLT         | 1           | 0           | 35     | 3      |        |
| 2021-2022       | Wigan           | FL1             | 5          | 1          | FACup+CdL       | 2+2             | 1+0             | -                  | -                  | -                  | FLT         | 5           | 0           | 14     | 2      |        |
| 2022-2023       | Wigan           | FLC             | 41         | 3          | FACup+CdL       | 2+1             | 1+0             | -                  | -                  | -                  | -           | -           | -           | 44     | 4      |        |
| 2023-2024       | Wigan           | FL1             | 35         | 8          | FACup+CdL       | 2+1             | 1+0             | -                  | -                  | -                  | FLT         | 1           | 0           | 39     | 9      |        |
| 2024-gen. 2025  | Wigan           | FL1             | 26         | 8          | FACup+CdL       | 3+1             | 3+1             | -                  | -                  | -                  | FLT         | 1           | 0           | 31     | 12     |        |
| Totale Wigan    | Totale Wigan    | Totale Wigan    | 140        | 23         |                 | 15              | 7               |                    | -                  | -                  |             | 8           | 0           | 163    | 30     |        |
| gen.-giu. 2025  | Luton Town      | FLC             | 17         | 1          | FACup+CdL       | 0               | 0               | -                  | -                  | -                  | -           | -           | -           | 17     | 1      |        |
| 2025-2026       | Rangers         | SP              | 0          | 0          | CS+CdL          | 0+1             | 0               | UCL                | 0                  | 0                  | -           | -           | -           | 1      | 0      |        |
| Totale carriera | Totale carriera | Totale carriera | 157        | 24         |                 | 16              | 7               |                    | -                  | -                  |             | 8           | 0           | 181    | 31     |        |

### Cronologia presenze e reti in nazionale
| Cronologia completa delle presenze e delle reti in nazionale ― Norvegia | Cronologia completa delle presenze e delle reti in nazionale ― Norvegia | Cronologia completa delle presenze e delle reti in nazionale ― Norvegia | Cronologia completa delle presenze e delle reti in nazionale ― Norvegia | Cronologia completa delle presenze e delle reti in nazionale ― Norvegia | Cronologia completa delle presenze e delle reti in nazionale ― Norvegia | Cronologia completa delle presenze e delle reti in nazionale ― Norvegia | Cronologia completa delle presenze e delle reti in nazionale ― Norvegia |
| Data                                                                    | Città                                                                   | In casa                                                                 | Risultato                                                               | Ospiti                                                                  | Competizione                                                            | Reti                                                                    | Note                                                                    |
| ----------------------------------------------------------------------- | ----------------------------------------------------------------------- | ----------------------------------------------------------------------- | ----------------------------------------------------------------------- | ----------------------------------------------------------------------- | ----------------------------------------------------------------------- | ----------------------------------------------------------------------- | ----------------------------------------------------------------------- |
| 22-3-2025                                                               | Chișinău                                                                | Moldavia                                                                | 0 – 5                                                                   | Norvegia                                                                | Qual. Mondiali 2026                                                     | 1                                                                       | 63’                                                                     |
| Totale                                                                  |                                                                         | Presenze                                                                | 1                                                                       |                                                                         | Reti                                                                    | 1                                                                       |                                                                         |